# 라파엘 봄벨리

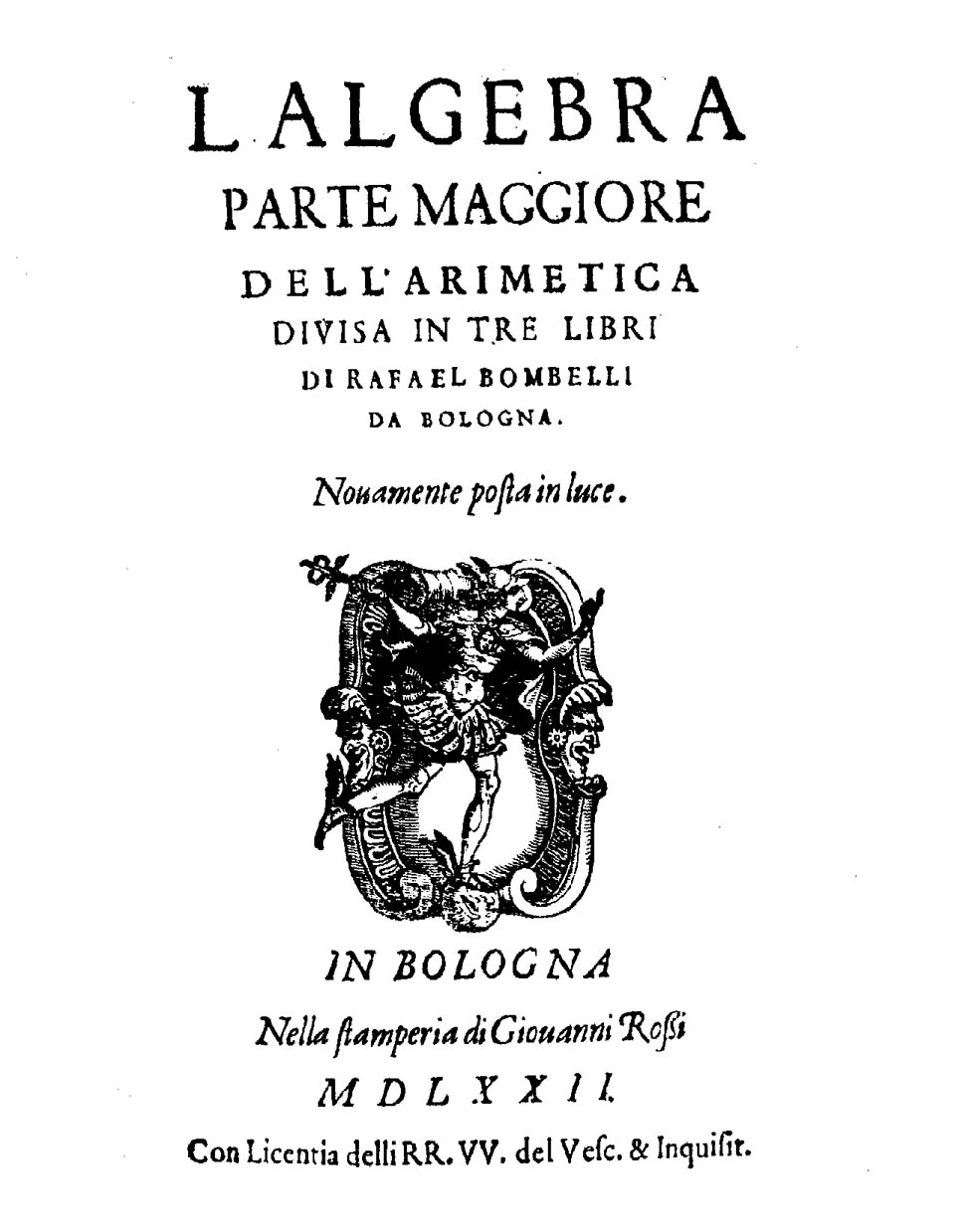
'대수학'(Algebra), 1572

라파엘 봄벨리(Rafael Bombelli 1526년 1월 20일 침례 ? , 1572년 사망 ? )는 이탈리아 수학자였다. 볼로냐에서 태어난 그는 <대수학>(L' Algebra ,650페이지분량)의 저자이며 허수에 대한 중요성을 인식한 그의 이해에서 복소수와 관련된 주요 인물로 언급된다.
그는 마침내 허수를 전제할 때 고차방정식의 해를 다루는 문제를 보다 자연스럽게 해결할 수 있다고 확신한 사람으로 알려져있다. 그의 1572년 저서 <L' Algebra>(대수학)에서 봄벨리(Bombelli)는 스키피오 델 페로(Scipione del Ferro)/ 니콜로 폰타나 타르탈리아(Niccolo Fontana Tartaglia)의 방법을 사용하여 방정식을 풀었다. 그는 대표 기호 + i와 -i 앞에 오는 수사법을 소개하고 둘 다 어떻게 작동하는지 설명했다.

## 같이 보기
- 지롤라모 카르다노
- 로도비코 페라리